# Eliminatórias da Copa do Mundo FIFA de 2010 - Europa (Grupo 7)
O Grupo 7 das eliminatórias da Europa para a Copa do Mundo FIFA de 2010 foi formado por França, Romênia, Sérvia, Lituânia, Áustria e Ilhas Faroé.
A tabela de jogos foi determinada a 8 de Dezembro de 2007, numa reunião realizada em Viena, na Áustria.

## Classificação
| Pos | Equipe      | Pts | J  | V | E | D | GP | GC | SG  | Classificado                              |  | SRB | FRA | AUT | LTU | ROU | FRO |
| --- | ----------- | --- | -- | - | - | - | -- | -- | --- | ----------------------------------------- |  | --- | --- | --- | --- | --- | --- |
| 1   | Sérvia      | 22  | 10 | 7 | 1 | 2 | 22 | 8  | +14 | qualificadas para a Copa do Mundo de 2010 |  | —   | 1–1 | 1–0 | 3–0 | 5–0 | 2–0 |
| 2   | França      | 21  | 10 | 6 | 3 | 1 | 18 | 9  | +9  | qualificadas para a segunda fase          |  | 2–1 | —   | 3–1 | 1–0 | 1–1 | 5–0 |
| 3   | Áustria     | 14  | 10 | 4 | 2 | 4 | 14 | 15 | −1  | Eliminado                                 |  | 1–3 | 3–1 | —   | 2–1 | 2–1 | 3–1 |
| 4   | Lituânia    | 12  | 10 | 4 | 0 | 6 | 10 | 11 | −1  | Eliminado                                 |  | 2–1 | 0–1 | 2–0 | —   | 0–1 | 1–0 |
| 5   | Romênia     | 12  | 10 | 3 | 3 | 4 | 12 | 18 | −6  | Eliminado                                 |  | 2–3 | 2–2 | 1–1 | 0–3 | —   | 3–1 |
| 6   | Ilhas Faroé | 4   | 10 | 1 | 1 | 8 | 5  | 20 | −15 | Eliminado                                 |  | 0–2 | 0–1 | 1–1 | 2–1 | 0–1 | —   |

## Resultados
| 6 de setembro, 2008 20:15 (UTC+2) | Sérvia                             | 2 – 0     | Ilhas Faroé | Estádio Estrela Vermelha, Belgrado          |
|                                   | J. Jacobsen 30' (g.c.) · Žigić 88' | Relatório |             | Público: 9,615 Árbitro: RUS Alexey Nikolaev |

| 6 de setembro, 2008 20:45 (UTC+2) | Áustria                                         | 3 – 1     | França    | Ernst Happel Stadion, Viena                  |
|                                   | Janko 8' · Aufhauser 41' · Ivanschitz 72' (pen) | Relatório | Govou 61' | Público: 48,000 Árbitro: DEN Claus Bo Larsen |

| 6 de setembro, 2008 21:00 (UTC+3) | Romênia | 0 – 3     | Lituânia                                        | Estádio Dr. Constantin Rădulescu, Cluj-Napoca |
|                                   |         | Relatório | Stankevičius 31' · Mikoliūnas 69' · Kalonas 86' | Público: 14,000 Árbitro: IRL Alan Kelly       |

| 10 de setembro, 2008 17:30 (UTC+1) | Ilhas Faroé | 0 – 1     | Romênia   | Tórsvøllur, Tórshavn                       |
|                                    |             | Relatório | Cociş 59' | Público: 805 Árbitro: CRO Marijo Strahonja |

| 10 de setembro, 2008 20:30 (UTC+3) | Lituânia              | 2 – 0     | Áustria | Estádio Sūduva, Marijampole                   |
|                                    | Danilevičius 52', 58' | Relatório |         | Público: 4,500 Árbitro: ITA Paolo Tagliavento |

| 10 de setembro, 2008 21:00 (UTC+2) | França                 | 2 – 1     | Sérvia       | Stade de France, Saint-Denis                      |
|                                    | Henry 53' · Anelka 63' | Relatório | Ivanović 75' | Público: 53,027 Árbitro: POR Olegário Benquerença |

| 11 de outubro, 2008 16:00 (UTC+1) | Ilhas Faroé | 1 – 1     | Áustria     | Tórsvøllur, Tórshavn                      |
|                                   | Løkin 47'   | Relatório | Stranzl 49' | Público: 1,890 Árbitro: SVN Darko Ceferin |

| 11 de outubro, 2008 20:15 (UTC+2) | Sérvia                               | 3 – 0     | Lituânia | Estádio Estrela Vermelha, Belgrado                  |
|                                   | Ivanović 6' · Krasić 34' · Žigić 82' | Relatório |          | Público: 22,000 Árbitro: ESP Manuel Mejuto González |

| 11 de outubro, 2008 21:40 (UTC+3) | Romênia                 | 2 – 2     | França                    | Stadionul Farul, Constanţa                      |
|                                   | F. Petre 5' · Goian 16' | Relatório | Ribéry 36' · Gourcuff 68' | Público: 12,800 Árbitro: BEL Frank De Bleeckere |

| 15 de outubro, 2008 19:00 (UTC+3) | Lituânia         | 1 – 0     | Ilhas Faroé | Estádio S. Darius e S. Girėnas, Kaunas       |
|                                   | Danilevičius 20' | Relatório |             | Público: 5,000 Árbitro: CYP Costas Kapitanis |

| 15 de outubro, 2008 20:30 (UTC+2) | Áustria   | 1 – 3     | Sérvia                                     | Ernst Happel Stadion, Viena                |
|                                   | Janko 80' | Relatório | Krasić 14' · Jovanović 18' · Obradović 24' | Público: 47,998 Árbitro: ENG Michael Riley |

| 28 de março, 2009 20:45 (UTC+2) | Romênia                 | 2 – 3     | Sérvia                                           | Stadionul Farul, Constanţa                    |
|                                 | Marica 50' · Stoica 74' | Relatório | Jovanović 18' · Stoica 44' (g.c.) · Ivanović 59' | Público: 12,000 Árbitro: ITA Matteo Trefoloni |

| 28 de março, 2009 21:45 (UTC+2) | Lituânia | 0 – 1     | França     | Estádio S. Darius e S. Girėnas, Kaunas     |
|                                 |          | Relatório | Ribéry 67' | Público: 8,700 Árbitro: NED Eric Braamhaar |

| 1 de abril, 2009 20:30 (UTC+2) | Áustria         | 2 – 1     | Romênia    | Hypo-Arena, Klagenfurt                     |
|                                | Hoffer 26', 44' | Relatório | Tănase 24' | Público: 23,000 Árbitro: SCO Craig Thomson |

| 1 de abril, 2009 21:00 (UTC+2) | França     | 1 – 0     | Lituânia | Stade de France, Saint-Denis             |
|                                | Ribéry 75' | Relatório |          | Público: 79,543 Árbitro: ENG Howard Webb |

| 6 de junho, 2009 20:30 (UTC+2) | Sérvia           | 1 – 0     | Áustria | Estádio Estrela Vermelha, Belgrado       |
|                                | Milijaš 7' (pen) | Relatório |         | Público: 41,000 Árbitro: NED Pieter Vink |

| 6 de junho, 2009 21:00 (UTC+3) | Lituânia | 0 – 1     | Romênia    | Estádio Sūduva, Marijampolė                |
|                                |          | Relatório | Marica 39' | Público: 5,850 Árbitro: SWE Jonas Eriksson |

| 10 de junho, 2009 19:15 (UTC+1) | Ilhas Faroé | 0 – 2     | Sérvia                      | Tórsvøllur, Tórshavn                  |
|                                 |             | Relatório | Jovanović 44' · Subotić 69' | Público: 2,896 Árbitro: ISR Meir Levi |

| 12 de agosto, 2009 17:00 (UTC+2) | Ilhas Faroé | 0 – 1     | França     | Tórsvøllur, Tórshavn                            |
|                                  |             | Relatório | Gignac 41' | Público: 2,974 Árbitro: GRE Michael Koukoulakis |

| 5 de setembro, 2009 20:30 (UTC+2) | Áustria                              | 3 – 1     | Ilhas Faroé | UPC-Arena, Graz                         |
|                                   | Maierhofer 1' · Janko 15', 58' (pen) | Relatório | Olsen 82'   | Público: 12,300 Árbitro: MLT Marco Borg |

| 5 de setembro, 2009 21:00 (UTC+2) | França    | 1 – 1     | Romênia           | Stade de France, Saint-Denis            |
|                                   | Henry 48' | Relatório | Escudé 55' (g.c.) | Público: 78,209 Árbitro: CRO Ivan Bebek |

| 9 de setembro, 2009 17:15 (UTC+1) | Ilhas Faroé                    | 2 – 1     | Lituânia               | Svangaskarð, Toftir                    |
|                                   | Súni Olsen 13' · A. Hansen 34' | Relatório | Danilevičius 22' (pen) | Público: 1,942 Árbitro: HUN István Vad |

| 9 de setembro, 2009 20:45 (UTC+3) | Romênia   | 1 – 1     | Áustria      | Estádio Ghencea, Bucareste                  |
|                                   | Bucur 54' | Relatório | Schiemer 83' | Público: 7,505 Árbitro: ENG Martin Atkinson |

| 9 de setembro, 2009 21:00 (UTC+2) | Sérvia            | 1 – 1     | França    | Estádio Estrela Vermelha, Belgrado           |
|                                   | Milijaš 12' (pen) | Relatório | Henry 36' | Público: 49,256 Árbitro: ITA Roberto Rosetti |

| 10 de outubro, 2009 20:30 (UTC+2) | Sérvia                                                           | 5 – 0     | Romênia | Estádio Estrela Vermelha, Belgrado            |
|                                   | Žigić 36' · Pantelić 50' · Kuzmanović 77' · Jovanović 87', 90+3' | Relatório |         | Público: 39,839 Árbitro: CYP Costas Kapitanis |

| 10 de outubro, 2009 20:30 (UTC+2) | Áustria                       | 2 – 1     | Lituânia         | Tivoli Neu Stadion, Innsbruck               |
|                                   | Janko 16' · Wallner 80' (pen) | Relatório | Stankevičius 66' | Público: 14,200 Árbitro: BEL Serge Gumienny |

| 10 de outubro, 2009 21:00 (UTC+2) | França                                                  | 5 – 0     | Ilhas Faroé | Stade du Roudourou, Guingamp              |
|                                   | Gignac 34', 39' · Gallas 53' · Anelka 85' · Benzema 87' | Relatório |             | Público: 16,755 Árbitro: POL Robert Małek |

| 14 de outubro, 2009 21:00 (UTC+2) | França                                     | 3 – 1     | Áustria   | Stade de France, Saint-Denis               |
|                                   | Benzema 18' · Henry 26' (pen) · Gignac 66' | Relatório | Janko 49' | Público: 78,099 Árbitro: POR Pedro Proença |

| 14 de outubro, 2009 21:00 (UTC+3) | Lituânia                                   | 2 – 1     | Sérvia    | Estádio Sūduva, Marijampolė              |
|                                   | Kalonas 20' (pen) · Stankevičius 68' (pen) | Relatório | Tošić 60' | Público: 2,000 Árbitro: BUL Anton Guenov |

| 14 de outubro, 2009 21:00 (UTC+3) | Romênia                              | 3 – 1     | Ilhas Faroé | Stadionul Ceahlăul, Piatra Neamţ               |
|                                   | Apostol 16' · Bucur 65' · Mazilu 87' | Relatório | Bø 83'      | Público: 13,000 Árbitro: RUS Alexander Gvardis |

## Artilharia
| 6 gols - Marc Janko 5 gols - Milan Jovanović 4 gols - André-Pierre Gignac - Thierry Henry - Tomas Danilevičius 3 gols - Franck Ribéry - Marius Stankevičius - Branislav Ivanović - Nikola Žigić 2 gols - Erwin Hoffer - Karim Benzema - Nicolas Anelka - Mindaugas Kalonas | 2 gols (continuação) - Ciprian Marica - Gheorghe Bucur - Miloš Krasić - Nenad Milijaš 1 gol - Andreas Ivanschitz - Franz Schiemer - Martin Stranzl - René Aufhauser - Roman Wallner - Stefan Maierhofer - Sidney Govou - William Gallas - Andreas Olsen - Arnbjørn Hansen - Bogi Løkin - Egil á Bø - Súni Olsen | 1 gol (continuação) - Saulius Mikoliūnas - Cristian Tănase - Dorel Stoica - Dorin Goian - Florentin Petre - Ionuţ Mazilu - Iulian Apostol - Razvan Valisic - Ivan Obradović - Marko Pantelić - Neven Subotić - Zdravko Kuzmanović - Zoran Tošić Gols contra - Julien Escudé (para a Romênia) - Jón Rói Jacobsen (para a Sérvia) - Dorel Stoica (para a Sérvia) |